# Rivière à la Loutre (rivière Saint-Jean Nord-Ouest)
Pour les articles homonymes, voir Loutre (homonymie) et Rivière à la Loutre.
La rivière à la Loutre (anglais : Otter River) est un affluent de la rivière Saint-Jean Nord-Ouest, coulant au Québec (Canada) et au Maine (États-Unis). Ce cours d'eau traverse les territoires administratifs suivants :
- municipalité régionale de comté (MRC) de Montmagny dans la région administrative de Chaudière-Appalaches, au sud du Québec, au Canada : dans les municipalités de Saint-Fabien-de-Panet, Lac-Frontière et Saint-Just-de-Bretenières ;
- comté d'Aroostook (Maine), aux États-Unis : canton T11 R17 WELS.

La rivière à la Loutre coule surtout vers le sud-est en zones forestières, dans une petite vallée et traverse la frontière canado-américaine.

## Géographie
La rivière à la Loutre prend sa source entre deux montagnes. Cette source est située à 4,3 km au nord-est du centre du village de Saint-Fabien-de-Panet.
La rivière à la Loutre coule sur environ 14 km :
- 3,2 km vers le sud-est, jusqu'au rang Saint-Jean-Baptiste ;
- 2,3 km vers le sud-ouest, en recueillant les eaux du ruisseau Lejeune (venant du sud-ouest), jusqu'à la limite de la municipalité de Lac-Frontière ;
- 1,8 km vers le sud-est dans la municipalité de Lac-Frontière, jusqu'au ruisseau Sauvage (venant du sud-ouest) ;
- 0,4 km vers l'ouest de la route 204 ;
- 3,5 km vers le sud dont une courbe de 0,6 km dans Saint-Just-de-Bretenières, jusqu'au ruisseau de la Dame à Proulx ;
- 2,3 km vers l'est, jusqu'à la frontière canado-américaine ;
- 1,4 km vers le sud-est dans le Maine, jusqu'à la confluence de la rivière[2].

La rivière à la Loutre se déverse sur la rive ouest de la rivière Saint-Jean Nord-Ouest. Cette confluence est située à :
- 2,5 km en amont de la confluence de la rivière Daaquam ;
- 10,5 km en aval de l'embouchure du lac Frontière.

À partir de la confluence de la rivière à la Loutre, la rivière Saint-Jean Nord-Ouest coule vers le sud-est jusqu'au fleuve Saint-Jean. Ce dernier coule vers l'est et le nord-est en traversant le Maine, puis vers l'est et le sud-est en traversant le Nouveau-Brunswick. Finalement, le courant se déverse sur la rive nord de la Baie de Fundy laquelle s'ouvre vers le sud-ouest sur l'Océan Atlantique.

## Toponymie
Le toponyme Rivière à la Loutre a été officialisé le 5 décembre 1968 à la Commission de toponymie du Québec. Le nom provient possiblement de la présence de loutres de rivière dans la rivière.